# Distretto di Zurmat
Il distretto di Zurmat è un distretto dell'Afghanistan appartenente alla provincia della Paktia. Conta una popolazione di 109.805 abitanti (dati 2015).